# Бенджамин, Джордж
Джордж Уильям Джон Бенджамин (англ. George William John Benjamin, 31 января 1960, Лондон) — британский композитор, пианист, дирижёр, педагог.

## Биография
Закончил Вестминстерскую школу, учился в Парижской консерватории у Оливье Мессиана (Мессиан называл его в числе своих любимых учеников). Затем занимался в Кингс-колледже Кембриджского университета у Александра Гёра. Получил известность ещё студентом: его пьеса для оркестра Ringed by the Flat Horizon была исполнена на BBC Proms в 1980, так что он оказался самым молодым композитором среди исполнявшихся на этих престижных концертах. В 1993 он курировал Мелтдоунский фестиваль в Лондоне, в 1993-1994 вместе с Хайнцем Холлигером помогал Ивонн Лорио закончить одно из последних сочинений Мессиана Концерт для четверых.

## Избранные сочинения

### Оркестровые
- Altitude (1977)
- Ringed by the Flat Horizon (1979—1980)
- At First Light (1982)
- Fanfare for Aquarius (1983)
- Antara (1985—1987)
- Sudden Time (1989—1993)
- Три инвенции для камерного оркестра (1993-1995)
- Palimpsest I (1998—1999)
- Palimpsest II (2002)
- Dance Figures (2004)
- Дуэт для фортепиано и оркестра (2008)

### Камерные
- Соната для скрипки и фортепиано (1976—1977)
- Октет (1978)
- Flight для флейты (1979)
- Viola, Viola для двух альтов (1996)

### Вокальные и хоровые
- Jubilation, вокализ (1996)
- A Mind of Winter на стихи Уоллеса Стивенса (1981)
- Upon Silence на стихи У. Б. Йейтса (1991)
- Into the Little Hill, опера о Гаммельнском крысолове по либретто Мартина Кримпа (2006)

### Фортепианные
- Соната для фортепиано (1977—1978)
- Sortilèges (1981)
- Three Studies (1982—1985)
- Shadowlines (2001)
- Piano Figures (2006)
- Two or Four (2010)

## Дирижирование
В качестве дирижёра выступал с крупнейшими оркестрами (Лондонская симфониетта, Кливлендский оркестр, Берлинский филармонический оркестр, оркестр Консертгебау). Дирижировал исполнением оперы Дебюсси Пеллеас и Мелисанда в брюссельском театре Ла Монне (1999), выступал дирижером на мировых премьерах сочинений Дьёрдя Лигети, Чин Ынсук, Вольфганга Рима, Жерара Гризе.

## Педагогическая деятельность
Преподавал композицию в Королевском колледже музыки, затем сменил Харрисона Бёртуистла в лондонском Кингс-колледже. Среди его учеников - Вашку Мендонса.

## Признание
Кавалер ордена искусств и литературы, командор ордена Британской империи.
Член Баварской академии изящных искусств.
Премия Арнольда Шёнберга (Вена, 2001).
Премия «Золотой лев» за пожизненные достижения (2019).